# Herrnberg von Groß-Umstadt
Der Herrnberg von Groß-Umstadt ist ein Naturschutzgebiet in der Gemarkung von Groß-Umstadt in Südhessen. Es wurde mit Verordnung vom 28. Mai 1996 ausgewiesen und umfasst eine Fläche von 13,9 Hektar.

## Lage
Das Schutzgebiet liegt im Naturraum Reinheimer Hügelland am südöstlichen Rand der Stadt Groß-Umstadt. Es erstreckt sich über den Westhang sowie die Kuppe des Hainrichberges. Das Gebiet wird umgeben von der Weinbergslage (Einzellage Am Herrnberg) der Odenwälder Weininsel.

## Beschreibung
Schutzgrund ist der Erhalt von Streuobstbeständen, Gebüschen, Brachflächen und eines kleinen Waldes mit Edelkastanien und Wacholder. Diese kleinstrukturierte, extensiv  genutzte Landschaft ist landeskulturell bedeutsam und soll zum einen aus kulturhistorischen Gründen erhalten werden. Zum anderen sind diese Biotope als Lebensraum für zahlreiche, teils gefährdete Tier- und Pflanzenarten  zu sichern. Das ehemalige Naturdenkmal Baumgruppe Hainrichsberg (ausgewiesen am 27. Mai 1959) wurde in das Naturschutzgebiet eingegliedert und am 27. November 1996 gelöscht.
Der reich strukturierte Hang und die Kuppe sind mit Magerwiesen, wärmeexponierten Gehölzkomplexen, Trockenmauern und Obstbaumbeständen gegliedert. Hier brütet am Rand der Weinberge der ansonsten seltene Gartenrotschwanz. In den Streuobstbeständen leben Neuntöter, Steinkauz, Wendehals und Turteltaube.
Ein in und um die Weinlage angelegter Weinlehrpfad berührt auch das Naturschutzgebiet, das auf einer Tafel beschrieben wird. Die Biotoptour Nr. 10 des Landkreises Darmstadt-Dieburg führt ebenfalls am Schutzgebiet vorbei.

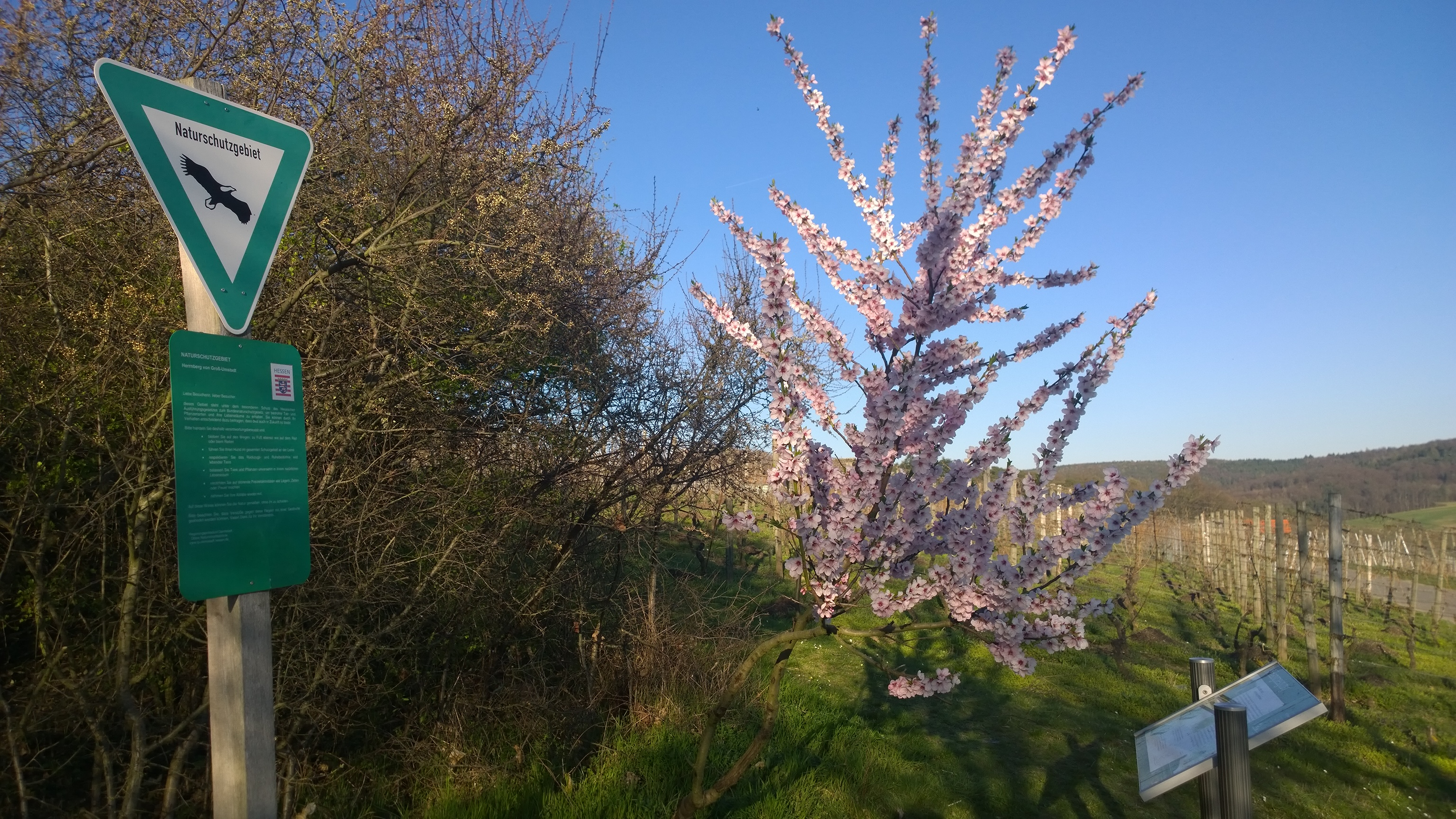
Naturschutzgebiet Herrnberg und Weinberge
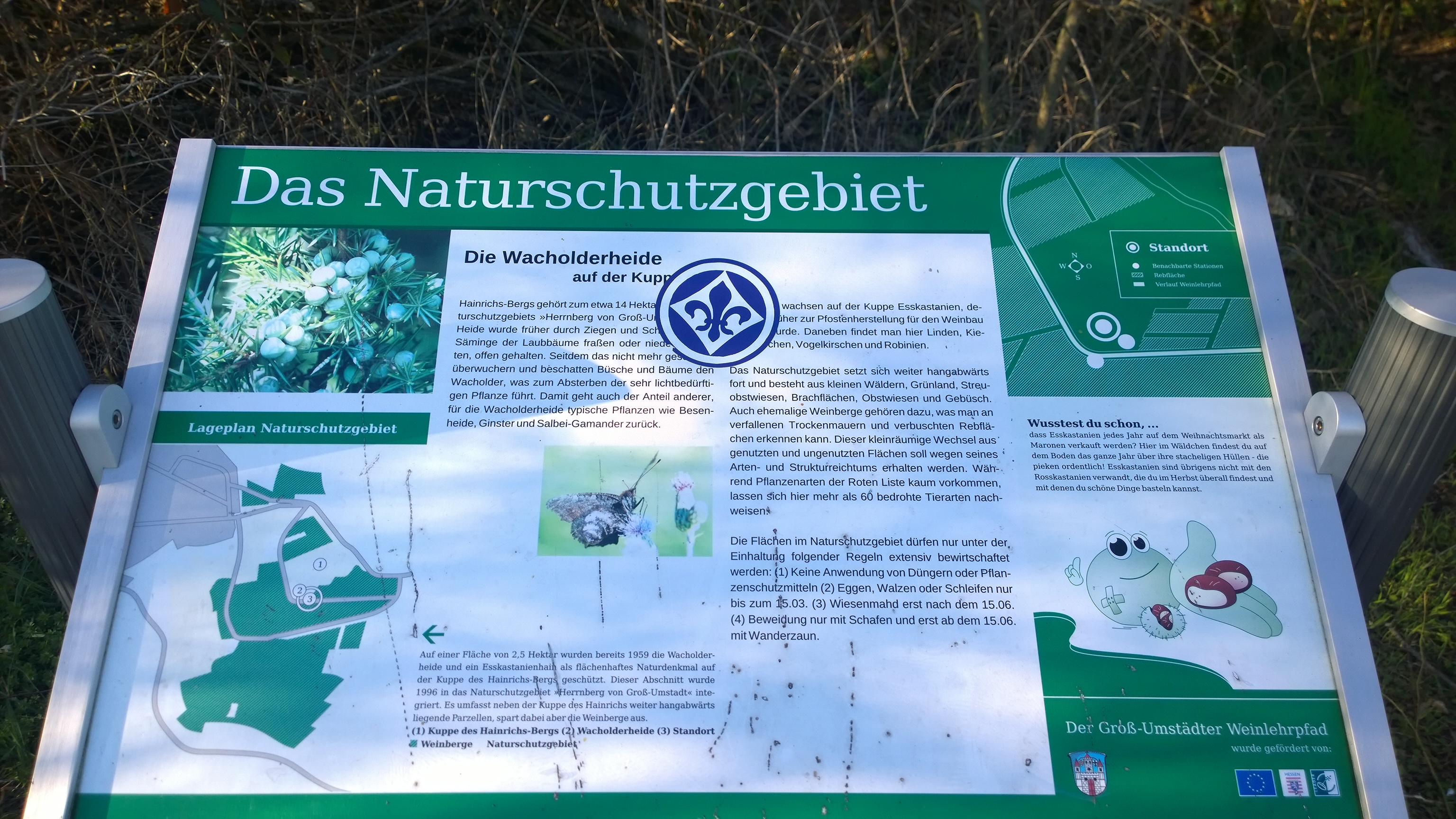
Infotafel zum Naturschutzgebiet
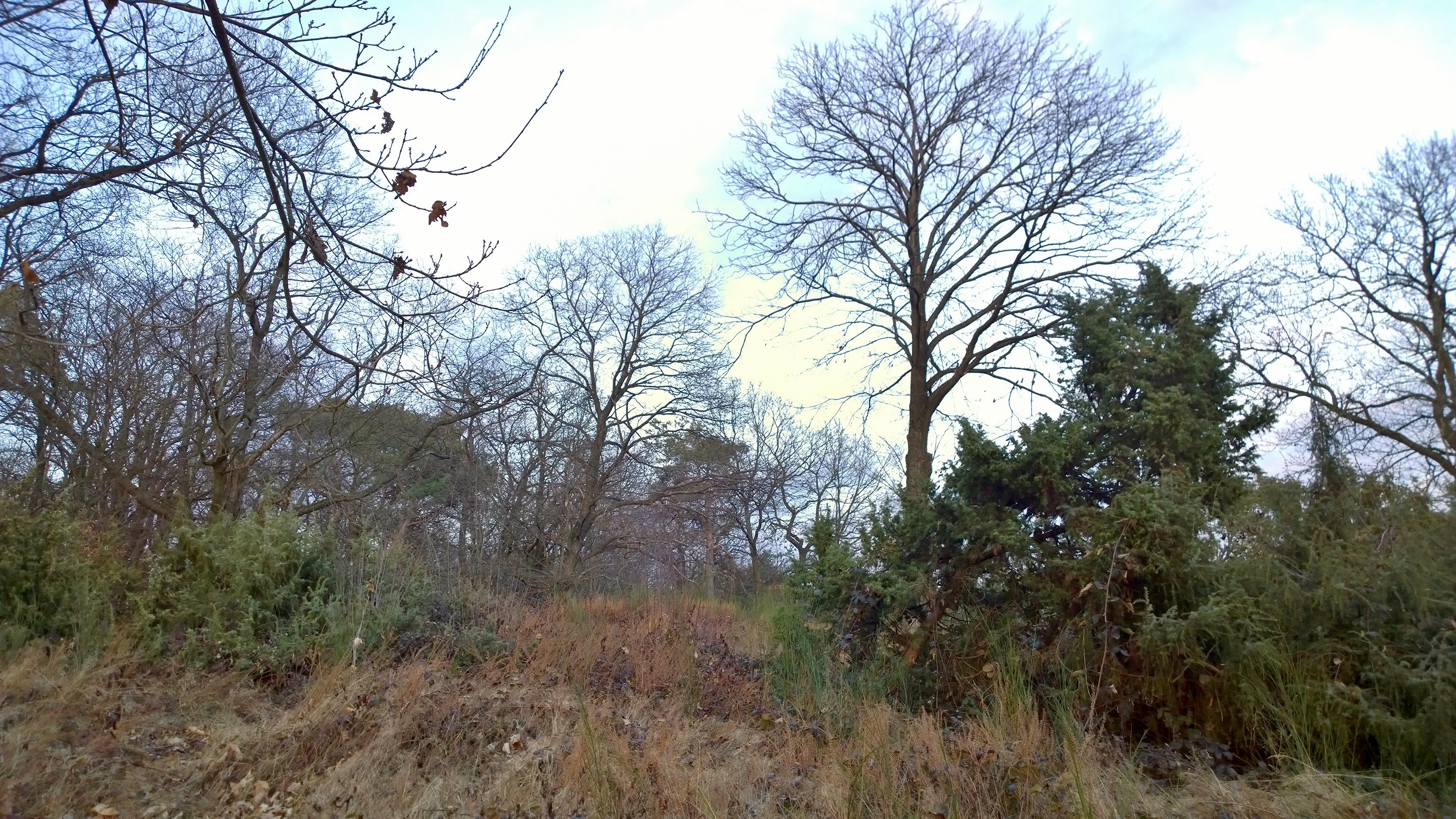
Baumbestand mit Robinien, Edelkastanien, Wacholder und Linden
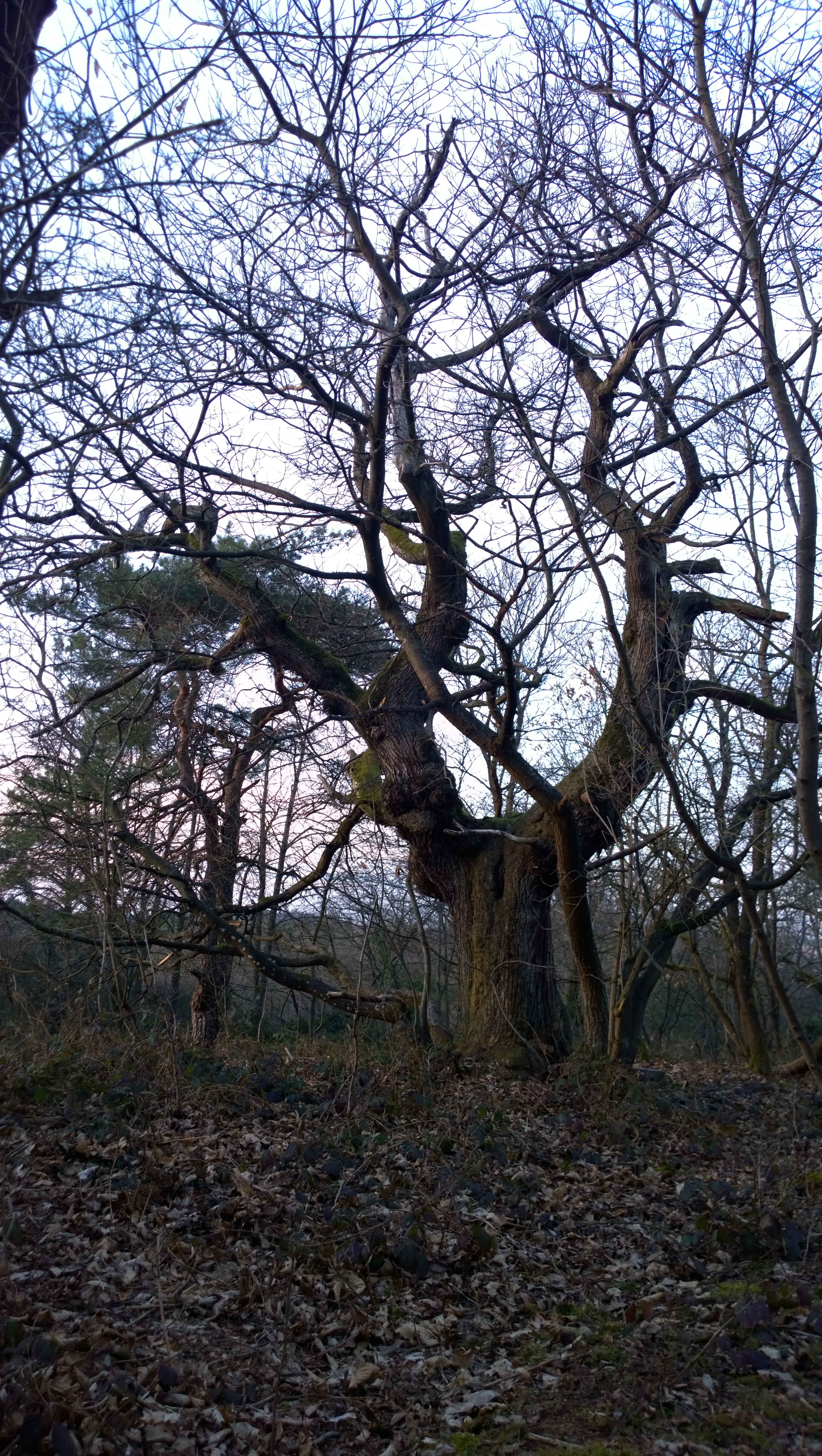
Alter Baum auf der Kuppe

- Siehe auch Liste der Naturschutzgebiete im Landkreis Darmstadt-Dieburg